# Nicodim

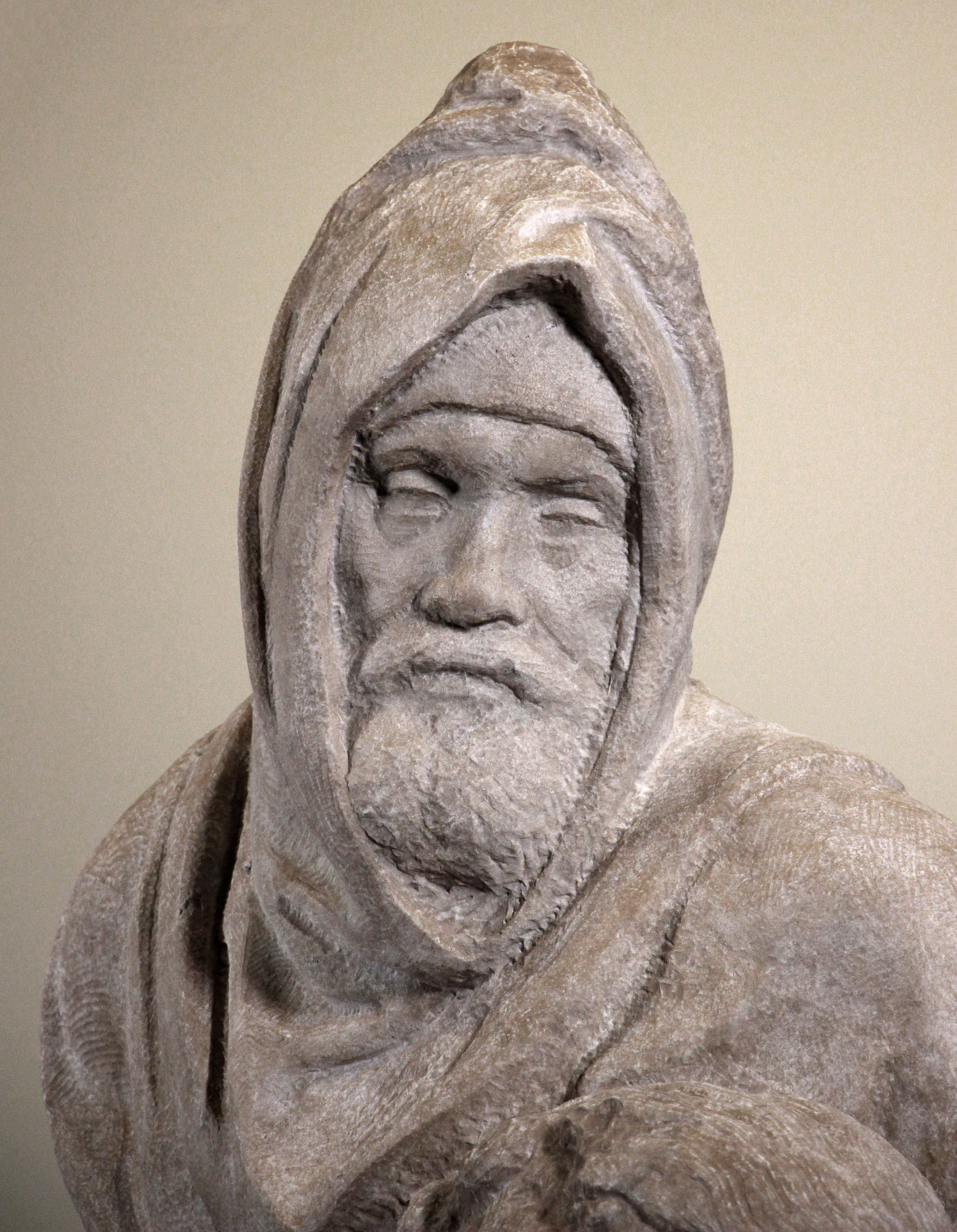
Sculptura „Pietà Bandini” din Florența de Michelangelo, cu autoportretul artistului în figura neotestamentară Nicodim

Nicodim (în greacă Νικόδημος) este unul dintre primii ucenici ai lui Iisus. Fariseu și membru al Sinedriului, Nicodim apare de trei ori în Evanghelia după Ioan: el ascultă învățătura lui Iisus (Ioan 3.1–21), vine în apărarea lui Iisus când a fost acuzat de farisei în Sinedriu (Ioan 7.45–51) și îl ajută pe Iosif din Arimateea la înmormântarea lui Iisus (Ioan 19.39–42).

## Galerie de imagini

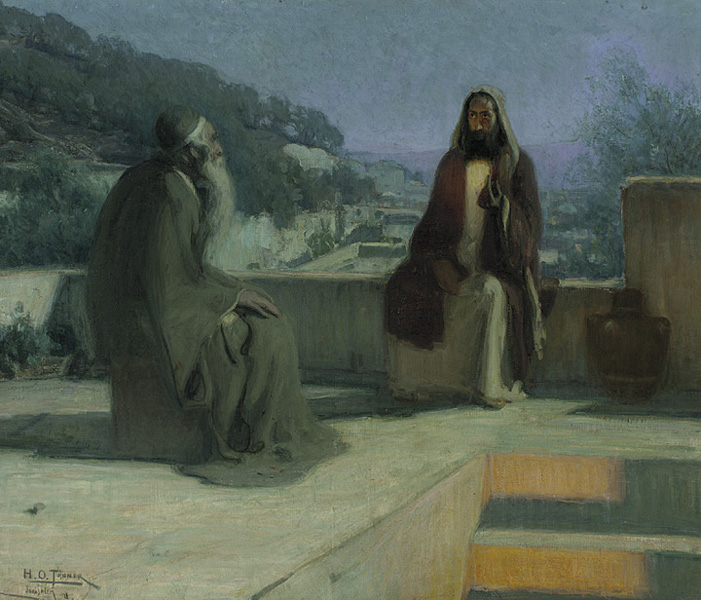
Henry Ossawa Tanner, Nicodim și Isus pe un acoperiș
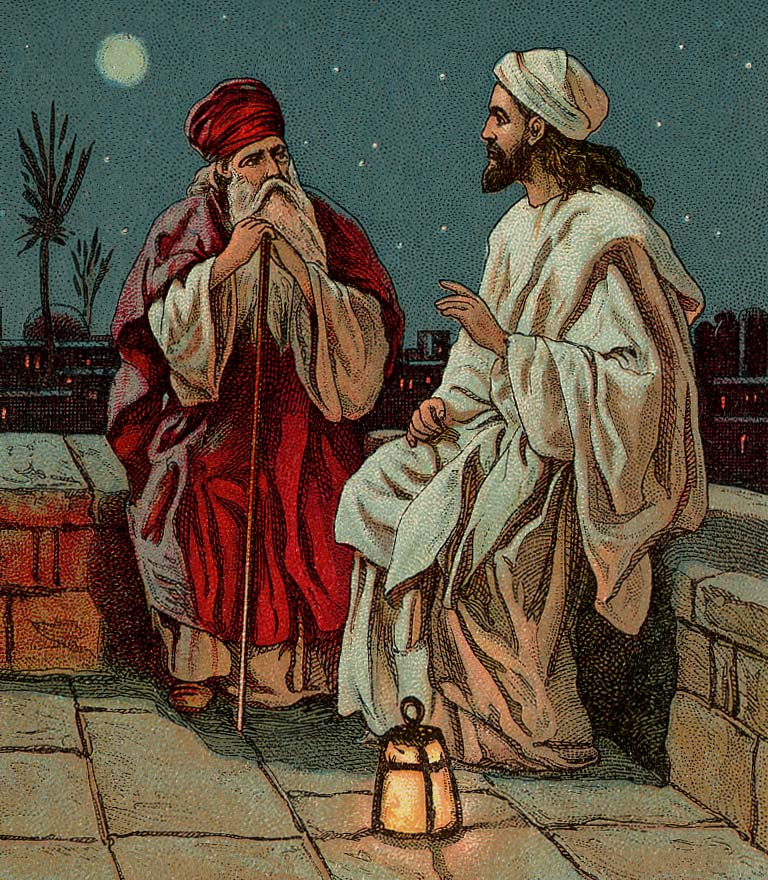
Nicodim vorbind cu Isus
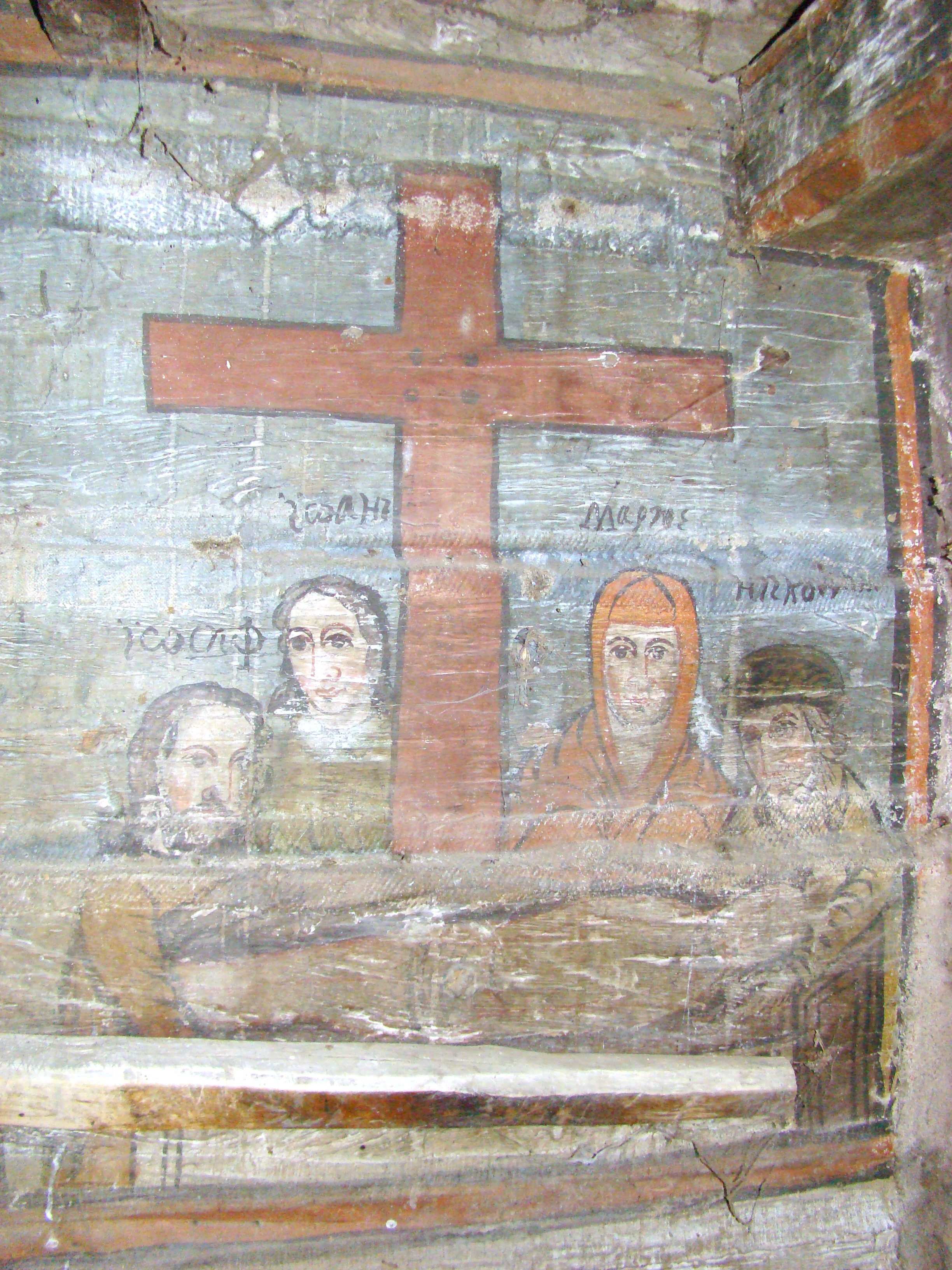
Punerea în mormânt, Biserica de lemn din Gârbău Dejului, secolul al XVIII-lea. Nicodim este personajul din dreapta tabloului.